# It's Pat
It's Pat è un film del 1994 diretto da Adam Bernstein.

## Trama
Le disavventure comiche di una persona di genere indeterminato.